# Aleksei Arbúzov
Aleksei Arbúzov   (Moscou, 13 de maig de 1908 (Julià) - Moscou, 20 d'abril de 1986), nom complet amb patronímic Aleksei Nikolàievitx Arbúzov, rus: Алексе́й Никола́евич Арбу́зов, fou un dramaturg soviètic, guanyador del Premi Estatal de l'URSS (1980).

## Biografia
Arbúzov va néixer a Moscou, però la seva família es va traslladar a Petrograd el 1914. Va quedar orfe a l'edat d'onze anys i va trobar la salvació al teatre, i als catorze anys va començar a treballar com a figurant al Teatre Mariïnski. Als 16 anys, va entrar a l'estudi de teatre sota la direcció de Pàvel Gaidebúrov, actor i director, i després de graduar-se va ser acceptat a la companyia de teatre Peredvijni, dirigida per Gaidebúrov. A la primavera de 1928, Arbúzov va abandonar el teatre per crear el seu propi "Taller de drama experimental" amb un grup d'actors joves; després de la seva dissolució, va participar en l'organització d'un teatre sobre rodes ("aguitvagon"), que viatjava fent actuacions a ciutats petites de Rússia. El teatre no tenia cap dramaturg propi, per la qual cosa el mateix Arbúzov va agafar la ploma. La primera obra de teatre amb múltiples actes "La classe", rus: Класс Klass es va representar a Leningrad, però no va tenir èxit.
Després del fracàs, Arbúzov va marxar a Moscou i va entrar al teatre Meyerhold. Aviat es va convertir en el cap del departament literari del Teatre Proletkult; atès que era un teatre de petites formes, Arbúzov li escrivia revisions de propaganda.
El 1939, Arbúzov, juntament amb Valentín Plútxek, van organitzar l'estudi de teatre de Moscou, més conegut com a "Estudi Arbúzovskaia". Amb l'inici de la Segona Guerra Mundial, l'estudi es va transformar en un teatre de primera línia i va deixar d'existir després del final de la guerra.
La primera obra realment reeixida d'Aleksei Arbuzov va ser "Tània", rus: Таня, escrita el 1939 i presentada per Andrei Lobànov al Teatre de la Revolució el mateix any, amb Maria Babànova com a protagonista. Posteriorment, "Tània", tant en la primera edició com en la segona (1946), es va representar en gairebé tots els teatres del país i va donar un ampli reconeixement a l'autor.
Les obres d'Aleksei Arbúzov es van representar a molts països del móni, a la URSS, literalment no van abandonar l'escenari (només "Història d'Irkutsk", rus: Иркутская история, es va representar més de 9.000 vegades el 1960-1961). Molts experiments d'Arbúzov en el camp de la forma indiquen la influència de Tennessee Williams i John Osborne.
Premi Estatal de l'URSS (1980) - "per les obres dels últims anys".
Aleksei Nikolàievitx Arbúzov va morir el 20 d'abril de 1986. Va ser enterrat a Moscou al cementiri de Kúntsevo.

## Obres (selecció)
- Klass, rus: Klass ("La classe") - 1930
- Gorod na zare, rus: Город на заре» ("La ciutat de l'albada") - 1940
- Tània, rus: Таня - 1938
- Irkútskaia istória, rus: Иркутская история ("Historia d'Irkutsk") - 1959
- Moi bedni Marat, rus: Мой бедный Марат» ("El meu pobre Marat") - 1965
- Skazki stàrogo Arbata, rus: Сказки старого Арбата ("Contes del vell Arbat") - 1970
- Staromódnaia komédia, rus: Старомодная комедия ("La comèdia antiquada") - 1975